# Paralonchurus
Paralonchurus es un género de pez de la familia Sciaenidae en el orden Perciformes.

## Especies
- Paralonchurus peruanus Steindachner, 1875
- Paralonchurus brasiliensis Steindachner, 1875
- Paralonchurus dumerilii Bocourt, 1869
- Paralonchurus goodei Gilbert, 1898
- Paralonchurus petersii Bocourt, 1869
- Paralonchurus rathbuni Jordan & Bollman, 1890